# Ostnatcovití
Ostnatcovití (Trachinidae) jsou čeleď ostnoploutvých ryb. Tato nepočetná skupina k červnu 2025 zahrnuje pouze devět druhů ve dvou rodech (Echiichthys – s jediným druhem ostnatec jedovatý – a Trachinus).
Největším zástupcem této čeledi je ostnatec skvrnkovaný (Trachinus araneus) o délce až 45 cm. Ostnatcovití se vyznačují protáhlým tělem se zdvojenou hřbetní ploutví, přičemž první nese 5–7 trnů, druhá 21–32 měkkých paprsků. Trny na hřbetě a také na skřelích se napojují na jedovou žlázu. Řitní ploutev nese 2 trny a 24–34 měkkých paprsků, prsní ploutve nesou 15 paprsků a břišní ploutve nesou 1 trn a 5 měkkých paprsků. Břišní ploutve vyrůstají před prsními ploutvemi.
Ostnatcovití se přirozeně vyskytují ve východní části Atlantského oceánu, zejména pak ve Středozemním a Černém moři. Obývají šelfové pásmo, někdy se pohybují i v hloubkách 150 až 200 metrů. Typicky se zahrabávají do písku či bahna, odkud přepadávají vhodnou kořist. Ze zahrabaného ostnatce zůstávají patrné pouze oči a obranné ostny, v případě vyrušení se však může bránit i aktivně. Tření probíhá často na jaře a v létě.
Ostnatcovití jsou potenciálně nebezpeční člověku: jejich ostny mohou projít dokonce i koženou obuví, otrava vede zejména k otokům a intenzivní bolesti zasaženého místa. Rozvinout se však mohou i systémové příznaky, které mohou snad vést i k úmrtí.